# Кабардино-Балкарский государственный аграрный университет имени В. М. Кокова
Кабардино-Балкарский государственный аграрный университет имени В. М. Кокова — высшее учебное заведение в столице Кабардино-Балкарской Республики Нальчике (Россия). Один из крупнейших сельскохозяйственных вузов Северного Кавказа. 

## История
Кабардино-Балкарский агромелиоративный институт (КБАМИ) был образован постановлением Совета министров СССР № 585 от 25 июня 1981 года . Институт был создан на базе сельскохозяйственных факультетов Кабардино-Балкарского государственного университета. С 2007 года носит имя В. М. Кокова.

### История наименования
- 1981—1991 — Кабардино-Балкарский агромелиоративный институт (КБАМИ)[4];
- 1991—1995 — Кабардино-Балкарский аграрный институт (КБАИ);
- 1995—2007 — Кабардино-Балкарская государственная сельскохозяйственная академия (КБГСХА);
- 2007—2012 — Кабардино-Балкарская государственная сельскохозяйственная академия имени В. М. Кокова (КБГСХА);
- с 2012 — Кабардино-Балкарский государственный аграрный университет имени В. М. Кокова (КБГАУ). Полное наименование: «Федеральное государственное бюджетное образовательное учреждение высшего профессионального образования „Кабардино-Балкарский государственный аграрный университет имени В. М. Кокова“».

## Состав
В университете 59 программ высшего профессионального образования, 16 направлений магистерской подготовки, 9 программ среднего профессионального образования. В аспирантуре и докторантуре осуществляется подготовка по 25 научным специальностям. 
Состав педагогического коллектива составляет 457 преподавателей, в том числе: 76 докторов наук, 72 профессора, 294 кандидата наук, 230 доцентов, работающих на 42 кафедрах. В университете работают 47 сотрудников, имеющих почетное звание федерального и регионального значения. 

### Институты
- Институт экономики
- Институт управления

### Факультеты
- Факультет агробизнеса и землеустройства
- Факультет ветеринарной медицины и биотехнологий
- Факультет механизации и энергообеспечения предприятий
- Факультет природоохранного и водохозяйственного строительства
- Факультет технологии пищевых производств
- Факультет товароведения и коммерции

### Филиалы
- Терский филиал[8][9]

## Ректоры
- 1981—2000 — Фиапшев, Борис Хамзетович
- 2000—2012 — Жеруков, Борис Хажмуратович
- 2013—2014 — Шахмурзов, Мухамед Музачирович
- с 2014 — 2025 — Апажев, Аслан Каральбиевич

## Выпускники
- См. категорию Выпускники Кабардино-Балкарского государственного аграрного университета

## КБГАУ в рейтингах
| Место в рейтинге среди аграрных вузов РФ (среди всех в рейтинге) | 2005    | 2008     | 2011    | 2012    | 2013     | 2014     | 2015      | 2016       |
| ---------------------------------------------------------------- | ------- | -------- | ------- | ------- | -------- | -------- | --------- | ---------- |
| Мониторинг качества приема в вузы / аграрные вузы                |         |          | 10 (39) | ↗9 (52) | ↘12 (56) | ↘50 (51) | ↗44 (47)  | ↘49 (52)   |
| Рейтинг сельскохозяйственных вузов                               | 21 (51) | ↗16 (45) |         |         |          |          |           |            |
| Рейтинг востребованности вузов в РФ / сельскохозяйственные вузы  |         |          |         |         |          | 48 (49)  | ↗40 (56)  | ↗32 (57)   |
| Национальный рейтинг университетов                               |         |          |         |         |          |          | 171 (200) | ↘215 (224) |

↗↘ — повышение или понижение позиции относительно предыдущего показателя.